# Lungarno
Los lungarni (en singular lungarno) son las calles que rodean el curso del río Arno en las ciudades que atraviesa, entre las que destacan Pisa y Florencia.

## Loslungarnide Florencia
Los lungarni de Florencia parten en dos el centro histórico y tienen numerosos lugares de interés. Los lungarni fueron regularizados en el siglo XIX, a veces sacrificando algunos pintorescos edificios antiguos, como el pasaje cubierto sobre el lungarno Serristori que llevaba del Palazzo Serristori al Ponte alle Grazie.
En la orilla norte, empezando por el oeste, tras el Parco delle Cascine comienza el lungarno Vespucci, que llega hasta la Piazza Goldoni, luego el lungarno Corsini (donde se encuentra el Palazzo Corsini), el lungarno degli Acciaiuoli, el lungarno degli Archibugieri (por donde pasa el corredor vasariano y dan los Uffizi), el lungarno Diaz (donde está el edificio neoclásico de la Cámara de Comercio), el lungarno delle Grazie (con el oratorio di Santa Maria delle Grazie), el lungarno della Zecca Vecchia (dominado por el edificio de la Biblioteca Nacional Central de Florencia), y pasado el centro histórico el lungarno Pecori Giraldi, el lungarno del Tempio y el lungarno Cristorforo Colombo.
En la orilla del Oltrarno, también empezando por el oeste, se encuentran antes del centro el lungarno dei Pioppi y el lungarno dei Pignone; tras el Torrino di Santa Rosa se suceden el lungarno Soderini, donde se abre la Piazza di Cestello y el lungarno Guicciardini. Desde la Piazza de' Frescobaldi hasta después del Ponte Vecchio la orilla del río está ocupada por edificios y por tanto no es transitable; posteriormente se encuentran el lungarno Torrigiani, el lungarno Serristori (con la Piazza Demidoff), el lungarno Cellini y el lungarno Francesco Ferrucci.
| Orilla norte (desde el oeste): - Lungarno Amerigo Vespucci - Lungarno Corsini - Lungarno degli Acciaiuoli - Lungarno degli Archibusieri - Lungarno Anna Maria Luisa de' Medici - Lungarno generale Armando Diaz - Lungarno delle Grazie - Lungarno della Zecca Vecchia - Lungarno Guglielmo Pecori Giraldi - Lungarno del Tempio - Lungarno Cristoforo Colombo - Lungarno Aldo Moro | Orilla sur (desde el oeste): - Lungarno Bruno Buozzi (Lastra a Signa) - Lungarno dei Pioppi - Lungarno del Pignone - Lungarno di Santa Rosa - Lungarno Soderini - Lungarno Guicciardini - Lungarno Torrigiani - Lungarno Serristori - Lungarno Benvenuto Cellini - Lungarno Francesco Ferrucci |

## Loslungarnide Pisa
Los lungarni de Pisa son calles anchas bordeadas por un lado por palacios antiguos y por el otro las llamadas spallette, muros de piedra y ladrillos que constituyen la parte superior de los diques de contención del río. La gran anchura de los lungarni da un aspecto señorial y desahogado al centro histórico, especialmente al atardecer. Por la tarde las farolas situadas en las spallette del Arno se reflejan en el río, creando una atmósfera mágica.
Los lungarni de Pisa han sido admirados por numerosos escritores italianos y europeos del siglo XIX por la bellísima escenografía urbana que describen en la larga curva del río. El italiano Giacomo Leopardi los describío como "llenos de carrozas y peatones, allí se oyen hablar diez o veinte lenguas, brilla un sol bellísimo entre los cafés dorados, en las tiendas llenas de galanterías y en las vidrieras de los palacios y de las casas, toda de bella arquitectura". Los franceses encontraban "los lungarni revestidos de piedra semejantes a París"; basta mencionar la descripción con la que se abre el séptimo capítulo de Chavornay, uno de los primeros best-seller europeos, del escritor y viajante Charles Didier, publicado en Bruselas en 1838: "Los lungarni de Pisa son la línea de muelles más bonita que hay en Europa", y ambientado en el caffè dell'Ussero, donde "se reunían los napoleónicos de alta condición" y los "Beccaccini, amantes de llevar al cuello pañuelos finísimos con las togas del alzacuellos, negando mostrarse al público en cazadora verde, que es el distintivo de los Carbonici". A los ingleses les fascinaba los espléndidos hoteles y palacios con elegantes cafés que encontraban llenos "de excelentes pasteles y buen té" (John Ruskin).
En los lungarni hay numerosos edificios importantes, como la chiesa di San Sepolcro, el Palazzo Pretorio, el Palazzo Lanfranchi, el Palazzo Gambacorti, el Palazzo Agostini, el Palacio Real, el Palazzo alla Giornata, la iglesia de San Paolo a Ripa D'Arno (la antigua catedral), la iglesia de Santa Maria della Spina (que fue desmontada y reconstruida para salvarla de las crecidas del Arno) y muchos otros edificios históricos.

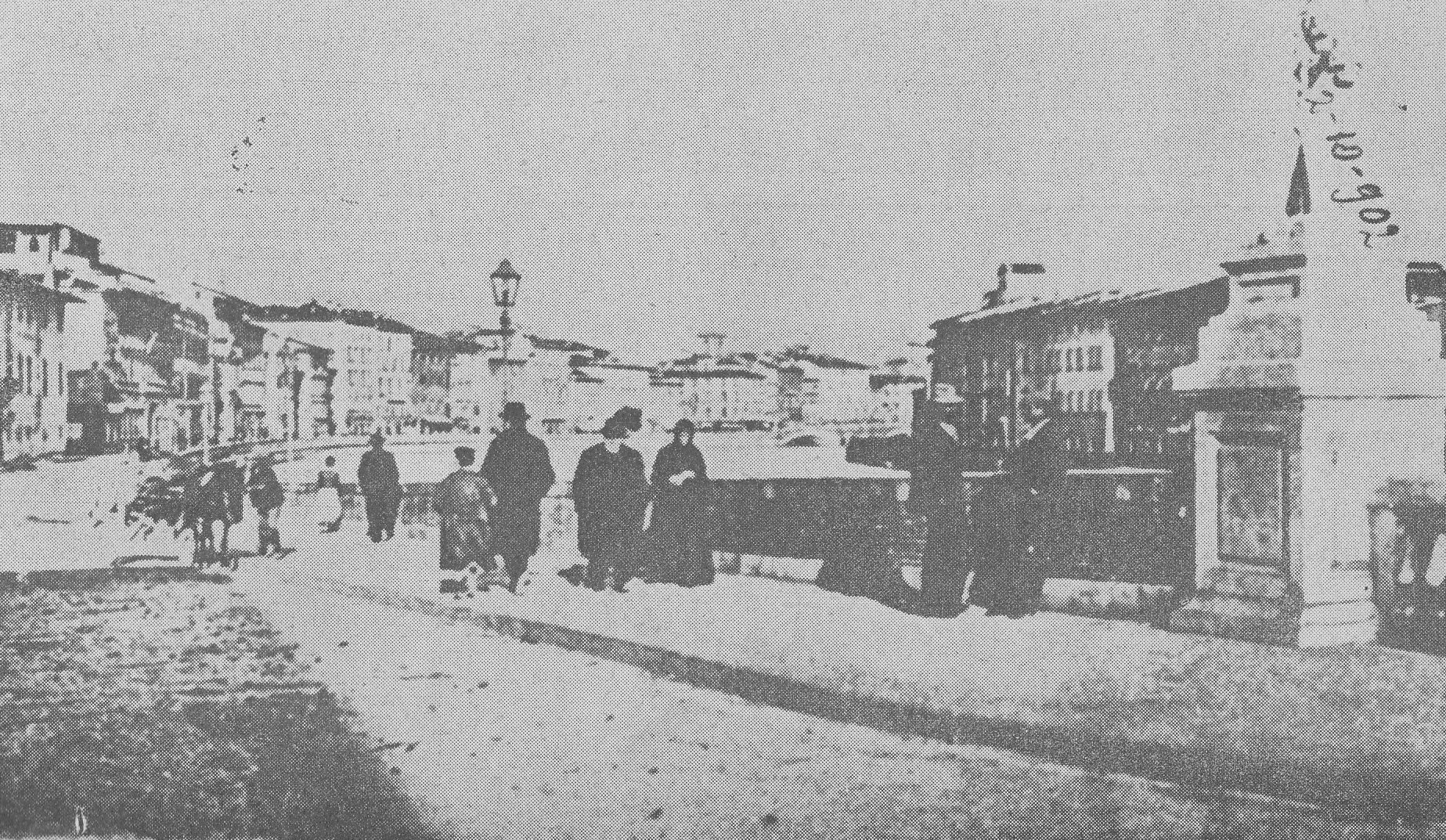
El lungarno Pacinotti en 1902, con la estatua de Fernando I todavía visible.

Durante la Segunda Guerra Mundial muchos palacios fueron afectados por los bombardeos. Aún hay algunas "heridas" a la vista de todos, otras fueron reparadas magníficamente en tiempos recientes, otras fueron reparadas en los años cincuenta y sesenta del siglo XX con una arquitectura criticada por su escasa adhesión a los estilos anteriores.
Sin embargo, los mayores daños a los lungarni y a las estructuras adyacentes se deben atribuir a las innumerables crecidas que han caracterizado la historia del Arno. En 1869 se produjo una crecida ruinosa que dañó los arcos y una pila del Ponte della Fortezza y provocó el derrumbe del Ponte a Mare, inundando las calles de la ciudad. Tras los daños producidos, la administración de la ciudad decidió realizar numerosas intervenciones de consolidación de las estructuras adyacentes al río: se regularizaron los muros de contención, se repararon los puentes dañados, se construyó un nuevo puente en alineación con la Via Solferino y se desmontó y reconstruyó pieza a pieza la iglesia de Santa Maria della Spina en el nuevo nivel, más alto, del Lungarno Gambacorti. Estas obras fueron dirigidas por el ingeniero Simonelli y se realizaron entre 1871 y 1875.
Durante la inundación de 1966, que afectó duramente a la ciudad, los lungarni fueron dañados de nuevo, en especial el Lungarno Pacinotti, en pleno centro, que se hundió algunos metros creando un impresionante abismo en la calle. Terminada la catástrofe se iniciaron las obras de restauración de los lungarni, con la construcción de un embarcadero de hormigón armado en lugar de las características rocas a lo largo de la orilla. Sin embargo, no parece que las obras hayan resuelto totalmente el problema de la fragilidad de las orillas del Arno de Pisa, al menos a largo plazo, debido a que se han descubierto recientemente, bajo el pavimento cerca del Ayuntamiento, algunas antiguas estructuras con arcos, por lo que se ha prohibido la circulación a los vehículos pesados.

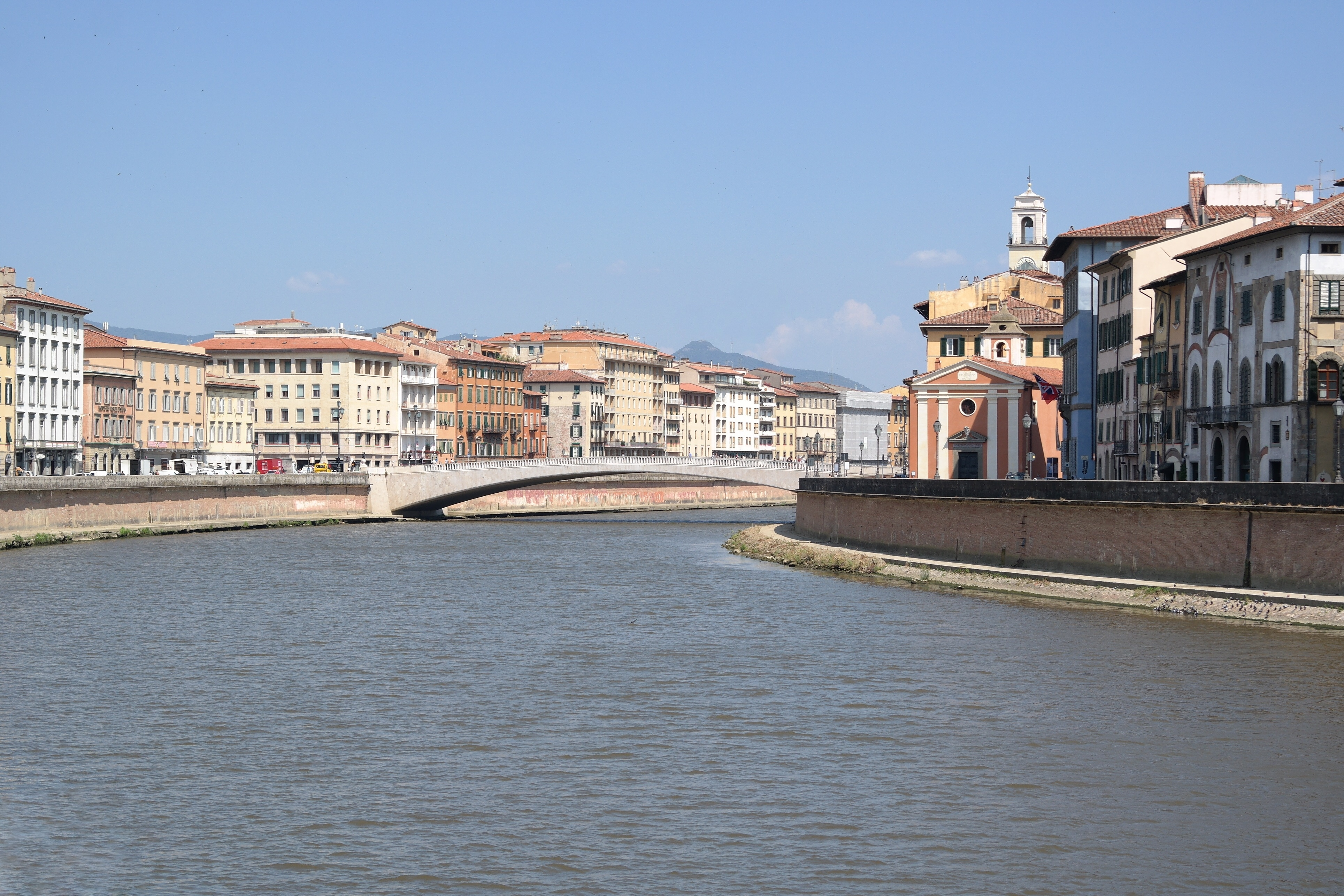
Los Lungarni Pacinotti y Gambicorti y al fondo el Ponte di Mezzo.

Otra importante intervención dirigida a contener las crecidas del Arno ha sido la realización de un canal artificial llamado scolmatore, que desvía una discreta cantidad de agua hacia un segundo cauce artificial cuando el río supera el nivel de alerta. En los años anteriores (y menos frecuentemente en la actualidad) se recurría por precaución a las mamparas de madera, llamadas cateratte, que se fijaban en algunos ganchos en los muros de contención del Arno.
Además que las spallette, los muros de contención tienen dos ensenadas, el scalo Roncioni en el lungarno Mediceo, de donde salen los barcos turísticos, y la ensenada delante del Giardino Scotto, llegada histórica de las regatas por el Arno, en el Lungarno Galilei. Otra estructura unida con los lungarni es la Ciudadela de Pisa, que concluye la parte amurallada de los lungarni. Antiguamente había otras ensenadas, que han sido eliminadas, dejando lugar a algunas escaleras de hierro, ahora en desuso.
Una curiosidad todavía visible en el lungarno Galilei es el pedestal del puente de hierro provisional, construido por los zapadores tras la Segunda Guerra Mundial: una pasarela sobre el río, único paso apto en el centro de la ciudad inmediatamente después de la guerra.
| Parte norte (desde el este): - Lungarno Bruno Buozzi - Lungarno Mediceo - Lungarno Antonio Pacinotti - Lungarno Ranieri Simonelli - Lungarno Cosimo I de' Medici | Parte sur (desde el este): - Lungarno Guadolongo - Lungarno Leonardo Fibonacci - Lungarno Galileo Galilei - Lungarno Gambacorti - Lungarno Sidney Sonnino - Lungarno Bonaccorso da Padule - Lungarno San Giovanni al Gatano - Lungarno Gabriele D'Annunzio (conduce hasta la Marina di Pisa) |